# Mészáros Ferenc (tanár, 1794–1864)
Mészáros Ferenc (1794. december 4. – Szőgyén, 1864. április 2.) a nagyszombati líceum tanára.

## Élete
Gimnáziumi tanulmányai után az esztergomi főegyházmegyei papok közé lépett és Bécsben a Pázmány-intézetben 1817-ben végezte a négy évi teológiát és azon év december 18-án felszentelték. Segédlelkész volt Vajkán, 1820-tól Dunaszerdahelyen, 1822. január 13-tól Érsekújvárt. 1823-ban a Pázmány-intézet tanulmányi felügyelője; 1827-től a nagyszombati érseki líceumban bölcseleti tanár és a szemináriumban tanulmányi felügyelő; 1837-től a bécsi Pázmány-intézetben lelkiatya volt 1841-ben, mint a bajcsi jószág igazgatója nyugalomban élt Esztergomban. 1859. július 28-án a Szent-Adalbert-intézetbe lépett és Szölgyénbe költözött. 
Kézirati műve a Magyar Nemzeti Múzeumban: Philosophia morum explanata, ívrét 44 lap.